# فرودگاه بوزووم
فرودگاه بوزووم (به انگلیسی: Bozoum Airport) یک فرودگاه همگانی با کد یاتا BOZ است که یک باند فرود خاک رس دارد و طول باند آن ۱۱۲۰ متر است. این فرودگاه در کشور جمهوری آفریقای مرکزی قرار دارد و در ارتفاع ۶۷۵ متری از سطح دریا واقع شده‌است.